# Safareigs de la Sèquia del Rebollet a Potries
Els safareigs de la séquia del Rebollet al seu pas per Potries, amb aigua provinent del partidor de la Casa Fosca, són un conjunt de diversos safareigs, uns d'accés directe per a tots els veïns des del carrer, i altres que ús i accés particular, per trobar-se dins d'edificis de propietat privada, que es poden trobar a la localitat de Potries, a la comarca de la Safor.

## Context
Els safareigs públics es van propagar a la segona meitat del segle XIX, ja que en aquell moment creix que la població la preocupar-se per la higiene i sorgeix la necessitat de recintes apropiats per poder fer la bugada. En el cas de Potries, trobem un nombre considerable de safareigs privats a les cases situades al costat de la séquia del Rebollet, al seu pas pel poble.
Fins a la dècada dels anys 60 del segle xx, hi havia a Potries quatre safareigs públics. Tots aprofitaven el curs de l'aigua conduïda per la séquia del Rebollet i les lloses de pedra, per rentar la roba o fregar els plats, se situaven inclinades cap a l'interior, coronant un dels murs de la séquia. Tant aquest safareig, com el situat al costat de l'edifici de l'església, disposaven d'una estructura coberta i un nivell més baix que la cota del mur de la séquia, per evitar que les dones s'agenollessin i així poguessin rentar dempeus.

## Procés de rentat
El procés de rentat constava de 4 fases:
1. el remullat, en aquesta primera fase es barrejava aigua bullida amb molta cendra i s'obtenia un líquid que anomenaven “lleixiu”. Aquest líquid s'utilitzava per aconseguir blanquejar la roba en deixar-la en remull, a més s'aconseguia que la roba tingués una agradable i característica olor de net. El remull podia durar molt de temps, de vegades, fins i tot tota una nit. També es feia servir el sabó casolà fabricat amb cendres, greixos d'animals o olis vegetals;
2. el bullit,
3. l'esbandida una vegada remullada i bullida, la roba s'esbandia utilitzant l'aigua que corria per les séquies;
4. l'assecatge, estenent-la roba; generalment l'assecat era la fase més laboriosa, sobretot els llençols de fil o les camises de dormir.

## Els safareigs de Potries
Segons les diverses referències el “safareig municipal” resulta ser un o altre diferent, sent els dos que actualment estan restaurats i tenen accés exterior els que tenen més referències com a safareig d'aquesta característica municipal. Es tractaria, per una banda del safareig que es troba al carrer Corts Valencianes 7, a les coordenades latitud 38.9147633, longitud -0.1977509 (N 38° 54' 53.148'' O 0° 11' 51.903'')
I per altra banda el que es troba al carrer Boamit, a l'esquena de l'Església dels Sants Joans, al carrer Projecte N 4, a la cruïlla amb el carrer Llavadors; amb les coordenades, latitud 38.9154805 i longitud -0.1949742 (N 38° 54' 55.73'' O 0° 11' 41.907'')
Encara que actualment només aquests dos safareigs exteriors estan posats en valor, n'hi ha d'altres que, com hem indicat anteriorment, són de difícil visita per estar dins d'habitatges, uns als patis d'aquests, i d'altres fins i tot formant art de l'estructura de les mateixes, ja que la séquia del Rebollet travessa la població de Potríes, seguint un traçat pràcticament coincident amb el carrer Boamit.

### Safareig de la cantonada dels carrers Corts Valencianes i dels Llavadors

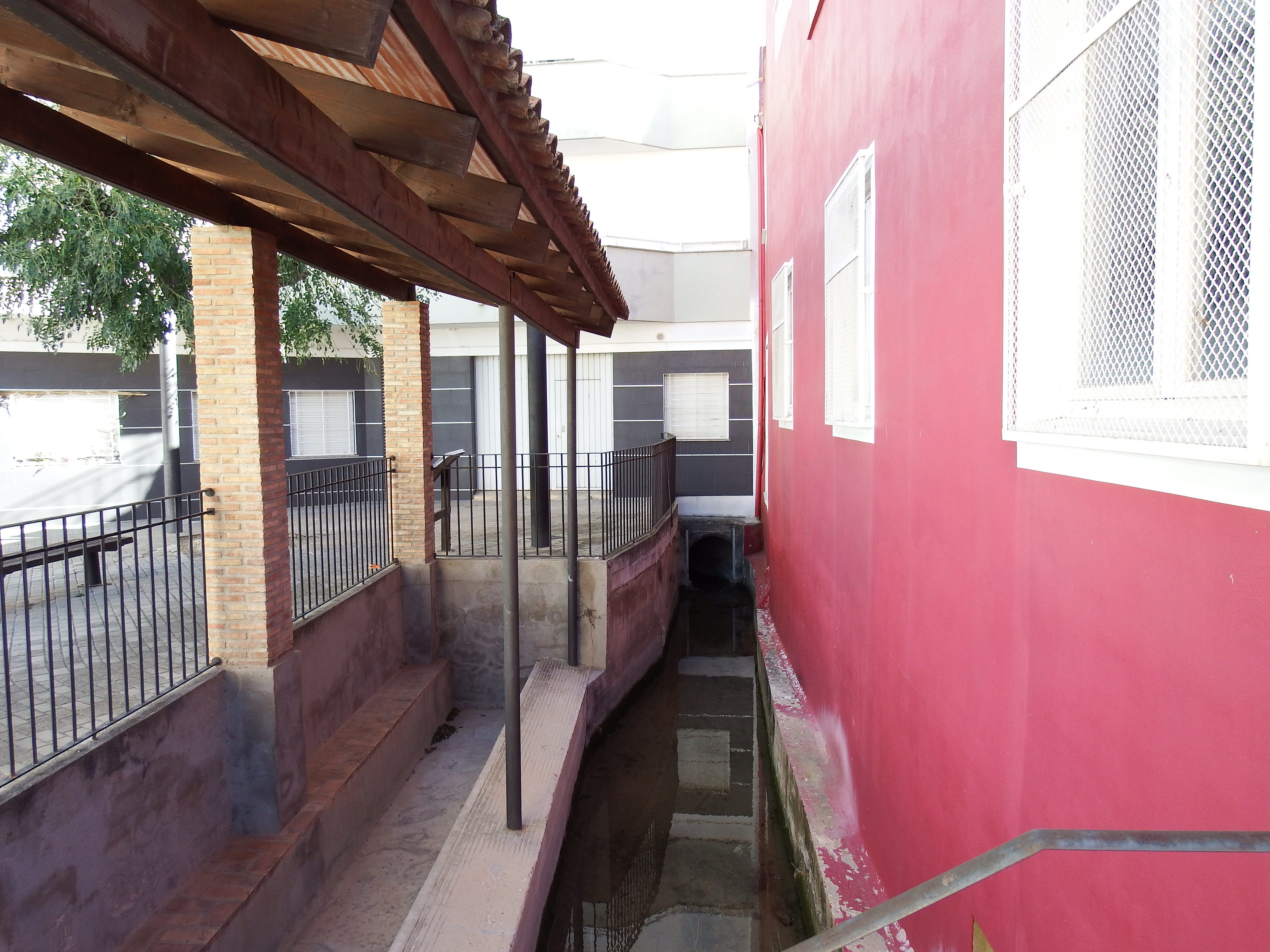
Llavador del cantó dels carrers Corts Valencianes i dels Llavadors

Aquest safareig municipal de Potries s'ubica al sector nord-occidental del nucli poblacional, molt a prop del carrer Boamit. És un edifici que rep l'aigua de la séquia del rebollet a l'entrada a la població. Presenta planta rectangular, llarga i estreta. Per arribar a la llosa de rentat cal baixar tres esglaons. La zona on es col·loquen les bugaderes està coberta per una teulada d'uralita a una sola aigua. La pila daigua i la séquia estan al descobert. Presenta a la part esquerra un banc que recorre tot l'espai que inclou el safareig. Aquest és el safareig considerat el municipal de la Potries per a la conferència Hidrogràfica del Xúquer a la seva fitxa 52, del tom XII del Catàleg del Patrimoni Hidràulic de la Safor. Fitxat dels elements de l'aigua a la comarca.
Aquest safareig forma part de la Ruta de l'aigua que promociona l'Ajuntament de Potries per donar a conèixer la riquesa hidràulica del terme, en què destaquen les infraestructures hidràuliques de diversos tipus, des de partitres, assuts, anivelladors de séquies, séquies, molins a safareigs , pous, etc.

### Safareig de l'església

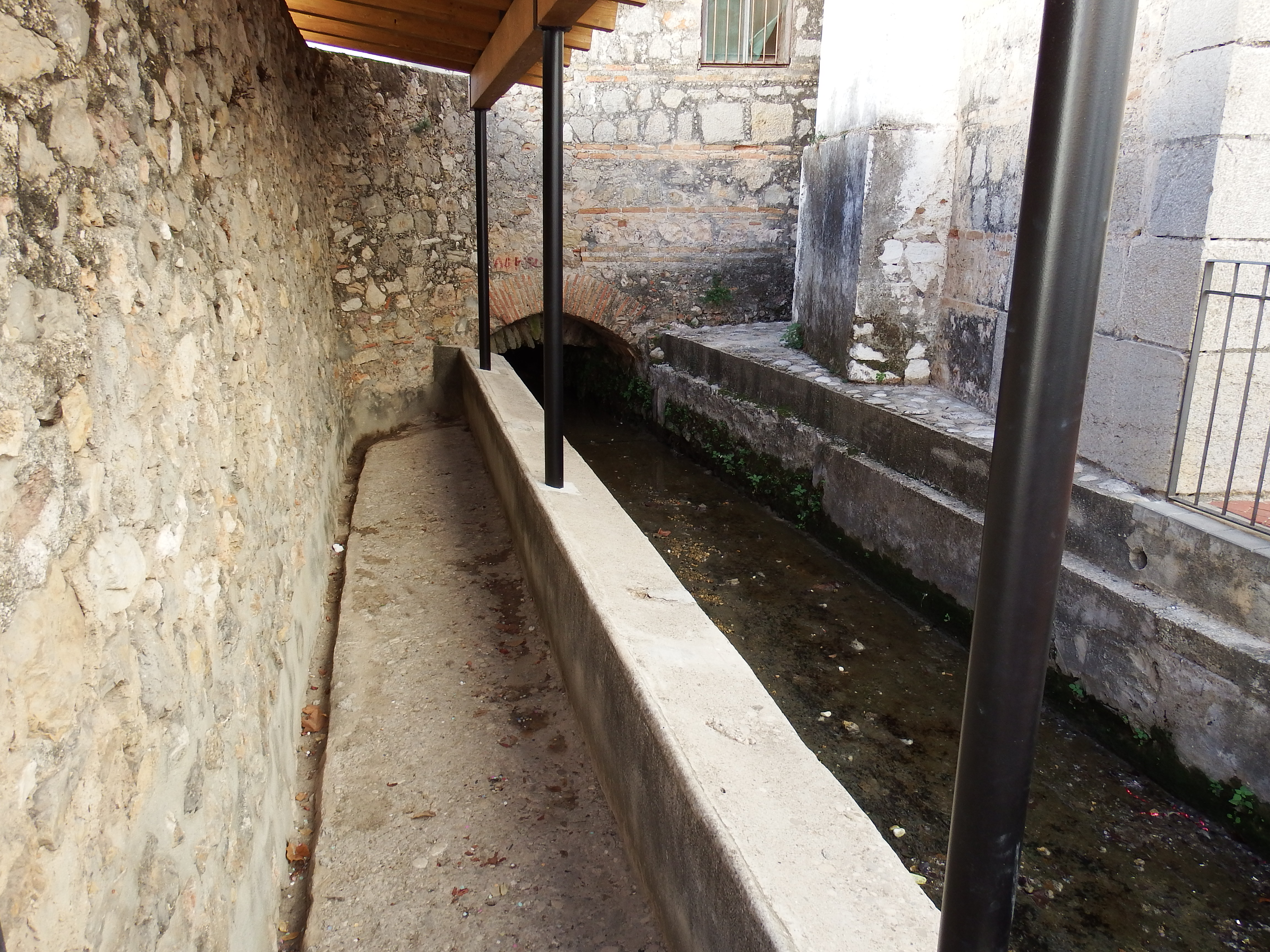
Llavador de l'església conegut com Portal de l'almàssera o del riu

La Generalitat Valenciana ha catalogat el safareig que se situa a prop de l'església de la població com a Bé d'Immoble d'Etnologia, i en la fitxa parla pràcticament d'aquest safareig en exclusivitat. Tot i això, a l'esmentada fitxa també es poden veure fotos d'altres safareigs, tant l'anteriorment esmentat com dels que es troben dins d'habitatges de la població.
Segons la fitxa del catàleg de la Generalitat Valenciana, aquest safareig és al carrer Boamit, al costat d'un solar ia l'església dels Sants Joans de Potries.
Es tracta d'un safareig del segle xx, que va ser pràcticament destruït als anys 60 d'aquell mateix segle.
Al Pla d'Ordenació de la Safor de 1979, el solar on hi havia les restes del safareig, se'l qualifica com a espai protegit. En aquesta sola a més de la séquia s'observa la sortida de la fila de la Campina.
El safareig de l'església va estar cobert fins fa uns quants anys amb una estructura de formigó, segurament per raons de salubritat. Aquesta coberta s'ha eliminat per poder tornar a visualitzar aquest vell safareig urbà i sentir la remor de l'aigua. D'aquesta manera, actualment el safareig és visible i es pot utilitzar com a exemple d'una època i una forma de vida molt típica a la comarca de la Safor.
El safareig aprofita l'aigua de la séquia del Rebollet, sent un dels safareigs públics on acudien els veïns per rentar la roba o fregar la vaixella. Com el de la carretera, disposa d'un banc inclinat per rentar, aprofitant un dels murs del caixer, així com el nivell inferior per poder rentar la roba sense agenollar-se, però aquest ha perdut la coberta metàl·lica sobre la biga de fusta i les columnes de ferro que el caracteritzava.